# The Fire Alarm
The Fire Alarm est un cartoon, réalisé par Jack King et sorti en 1936, qui met en scène Beans le chat.